# سونی اریکسون دبلیو۹۱۰آی
سونی اریکسون دبلیو۹۱۰آی (به انگلیسی: Sony Ericsson W910i)، یک‌نمونه از گوشی‌های تلفن همراه سری دبلیو (به انگلیسی: W) شرکت سونی اریکسون می‌باشد که توسط همین شرکت به بازار عرضه شده‌است.
سونی اریکسون دبلیو۹۱۰آی مدلی از سری تلفن‌های همراه واکمن است که در ۱۴ ژوئن ۲۰۰۷ معرفی شد و از نسخه ۳ واکمن پلایر بهره می‌جوید